# Renée Gagnon
Pour les articles homonymes, voir Gagnon.
Renée Gagnon, née en 1978 à Grand-Mère en Mauricie, est une poète et artiste multidisciplinaire québécoise. Elle est récipiendaire du prix Émile-Nelligan pour son recueil de poésie Des fois que je tombe paru au Quartanier en 2005.

## Biographie
Renée Gagnon nait en 1978 à Grand-Mère, en Mauricie. Elle obtient une maîtrise de l’Université du Québec à Montréal en études littéraires,.
Elle est cofondatrice de la revue de poésie C’est selon, dont elle est également corédactrice en 2004 et 2005,. Elle est également cofondatrice de la soirée de poésie Argument:Béton,.

### Écriture
Gagnon publie Des fois que je tombe en 2005 au Quartanier, qui lui vaut le prix Émile-Nelligan,,,. Travaillant « la langue dans sa brisure », on lui prête une filiation avec Danielle Collobert et Anne-Marie Alonzo, Vanessa Bell et Catherine Cormier-Larose qualifiant son écriture de « scandée, presque asthmatique ». Cette écriture du  « souffle » est également relevée par la poétesse Denise Desautels : « une voix inhabituelle, irrésistible, souvent hors d'haleine, hors d'elle-même, qui se met en péril » .
Son second recueil, Steve McQueen (mon amoureux) parait en 2007 chez le même éditeur, né de l'idée de « de traiter l’amour, de traiter la passion que peut entretenir une fille, une femme pour un acteur, de traiter comment la fiction se glisse dans notre vie et devient une réalité ». Dans ce recueil, Gagnon y professe son amour pour l'acteur américain Steve McQueen à travers tous les personnages qu'il a incarné au grand écran, dans un rythme qui  « renvoie directement à celui du mouvement cinématographique ». Gagnon part de ce recueil pour donner naissance à Projet McQueen, en 2008, que l'autrice qualifie de « mise en lecture multimédia », « entre western et film noir », en collaboration avec Gordon Allen et Joannie Blais. Le projet est présenté, entre autres, au festival d’Avignon à l’été 2009,. La même année, elle effectue une résidence à Avatar, et crée la Symphonie des carabines, cinq pièces inspirées des films de Steve McQueen, dont un extrait diffusé au festival Tout Court de Poitiers,,.
Douze ans après Steve McQueen (mon amoureux), elle publie Emparée chez Le Quartanier (2019), recueil hommage à sa grand-mère qui se mérite de faire partie de la liste préliminaire du Prix des libraires du Québec, catégorie Poésie,.
Elle publie dans de nombreuses revues, dont C'est selon, Exit, Estuaire, Zinc, Fusées, If et Boxon,,. Certains de ses textes ont été traduits pour des revues anglophones telles Aufgabe et Telephone.

### Spectacles  et performances
Artiste multidisciplinaire, elle s'intéresse également à la performance, à la vidéo, à l’installation et à l’audio. Sa démarche artistique s’articule autour d’une recherche des « possibles prolongements scéniques de la parole poétique », ce qui donne lieu à des « performances épiques », par exemple, lisant couchée par terre en portant un masque de moto.
Gagnon crée et collabore à plusieurs performances et spectacles, dont Qui est là, en 2008, une collaboration textuelle et musicale avec la réalisatrice Chloé Leriche, présenté au Festival du nouveau cinéma de Montréal,, l'installation vidéographique Quoi dans quoi (2009) dans la programmation du festival Montréal en lumière, et Monstrer avec Mylène Lauzon, Steve Savage, Jocelyn Robert et la chorégraphe Karine Denault (2009),. La même année, Gagnon collabore de nouveau avec Mylène Lauzon pour créer le projet de scène Somme : Sœurs,. Elle participe au spectacle À ceux qui malgré tout (2010), mis en scène par Evelyne de la Chenelière et Lino, qui rend hommage aux œuvres de poètes dont Gagnon elle-même, Robert Lalonde, et Danny Plourde.
Elle a notamment collaboré avec les musiciens Theresa Transistor et Mathieu Campagna,. Elle fait partie, en 2014, de Noces, qui souligne le cinquième anniversaire de Première Ovation, spectacle littéraire avec Josée Marcotte, Marie-Andrée Gilbert, Maude Poissant, Isabelle Duval et Catherine Dorion. En 2016, elle travaille avec Jocelyn Robert sur une lecture sonore et visuelle inspirée par Une saison en enfer d'Arthur Rimbaud, intitulée Il hachurait les éperviers,. Elle participe également à Heidsieck, écrire à haute voix, un mini festival hommage, et un regard sur la pratique de la poésie-action et de la poésie sonore, à Bernard Heidsieck. Organisé par Rhizome, la Maison de la littérature de Québec et Le Lieu, centre en art actuel, Gagnon y a participé aux côtés de Jean-Pierre Bobillot, Richard Martel, Anne-James Chaton, André Marceau, Chantal Neveu, Jonathan Lamy, Jean-Yves Fréchette, Éric Therer, et Philippe Franck,. Elle s'est produite au Québec, en France, en Belgique et en Argentine,,,.

## Œuvres

### Poésie
- Des fois que je tombe, Montréal, Le Quartanier, 2009 (1re éd. 2005), 88 p. (ISBN 9782923400013)
- Steve McQueen (mon amoureux), Montréal, Le Quartanier, 2017 (1re éd. 2007), 106 p. (ISBN 9782923400280)
- Emparée, Montréal, Le Quartanier, 2019, 105 p. (ISBN 9782896984640)

### Spectacles
- 2008 - Projet McQueen, (écriture et mise en scène)
- 2008 - Qui est là, collaboration textuelle et musicale avec Chloé Leriche (écriture et mise en scène)
- 2009 - Monstrer, avec Mylène Lauzon, Steve Savage et Karine Denault (écriture et mise en scène)
- 2012 - Remix avec Mathieu Campagna
- 2016 - Heidsieck, écrire à haute voix (Rhizome, la Maison de la littérature et Le Lieu, centre en art actuel), avec Jean-Pierre Bobillot, Richard Martel, Anne-James Chaton, Renée Gagnon, André Marceau, Chantal Neveu, Jonathan Lamy, Jean-Yves Fréchette, Éric Therer, et Philippe Franck

## Prix et honneurs
- 2005 – Prix Émile-Nelligan, pour Des fois que je tombe[9],[29]
- 2006 – Prix Jean-Lafrenière-Zénob du Festival international de la poésie de Trois-Rivières[30]
- 2021 – Liste préliminaire du Prix des libraires du Québec, catégorie Poésie québécoise[14]